# Stjepan Bobek
Stjepan Bobek (3. prosince 1923, Záhřeb – 22. srpna 2010, Bělehrad) byl jugoslávský (chorvatský) fotbalista a trenér. Hrál za Partizan Bělehrad. Je nejlepším střelcem v historii jugoslávské reprezentace. Hrál na MS 1950 a 1954 a na OH 1948 a 1952. Na obou OH získal stříbro. Jako trenér vyhrál ligu s Partizanem i Panathinaikosem.

## Hráčská kariéra
Bobek hrál nejdříve za kluby v Záhřebu a krátce hostoval v rakouské Admiře. Po válce hrál za Partizan Bělehrad, se kterým vyhrál 2× jugoslávskou ligu. Stal se 2× králem střelců: v roce 1945 v týmu jugoslávské lidové armády a v roce 1953–54 v Partizanu.
Je nejlepším střelcem v historii jugoslávské reprezentace, když dal 38 gólů v 63 zápasech. Byl na MS 1950 a 1954 a na OH 1948 a 1952. Na obou OH získal stříbro.

## Trenérská kariéra
Bobek trénoval Legii Varšava, Partizan Bělehrad, Panathinaikos Atény, Olympiakos Pireus, Altay Izmir, Dinamo Záhřeb, Panaitolikos Agrinio, Espérance Sportive Tunis a Vardar Skopje. S Partizanem vyhrál 3× jugoslávskou ligu a s Panathinaikosem 2× řeckou ligu.

## Úspěchy

### Hráč

#### Klub
FK Partizan
- Jugoslávská liga (2): 1946–47, 1948–49
- Jugoslávský pohár (4): 1947, 1952, 1954, 1957

#### Reprezentace
Jugoslávie
- 2. místo na OH (2): 1948, 1952

#### Individuální
- Král střelců Jugoslávské ligy (2): 1945, 1953–54

### Trenér
FK Partizan
- Jugoslávská liga (3): 1960–61, 1961–62, 1962–63

Panathinaikos
- Řecká liga (2): 1963–64, 1964–65
- Řecký pohár (1): 1966–67

Vardar
- 2. jugoslávská liga (1): 1978–79